# 弧後盆地
弧後盆地（Back-arc basins）是屬於隱沒系統中的地質構造單元。

## 簡介
弧後盆地即在隱沒帶，坐落於火山弧後面的盆地，即稱之。弧後盆地最廣為討論的應屬分布在西太平洋一系列的弧後盆地，如：日本海、馬里亞納海槽、勞盆地等。此外，因其分部特徵大多位在大陸與海洋的邊緣，亦可稱之為邊緣海盆（marginal basin），有些弧後盆地會介於兩個火山弧之間，是以也有些被稱為弧間盆地（interarc basin）。

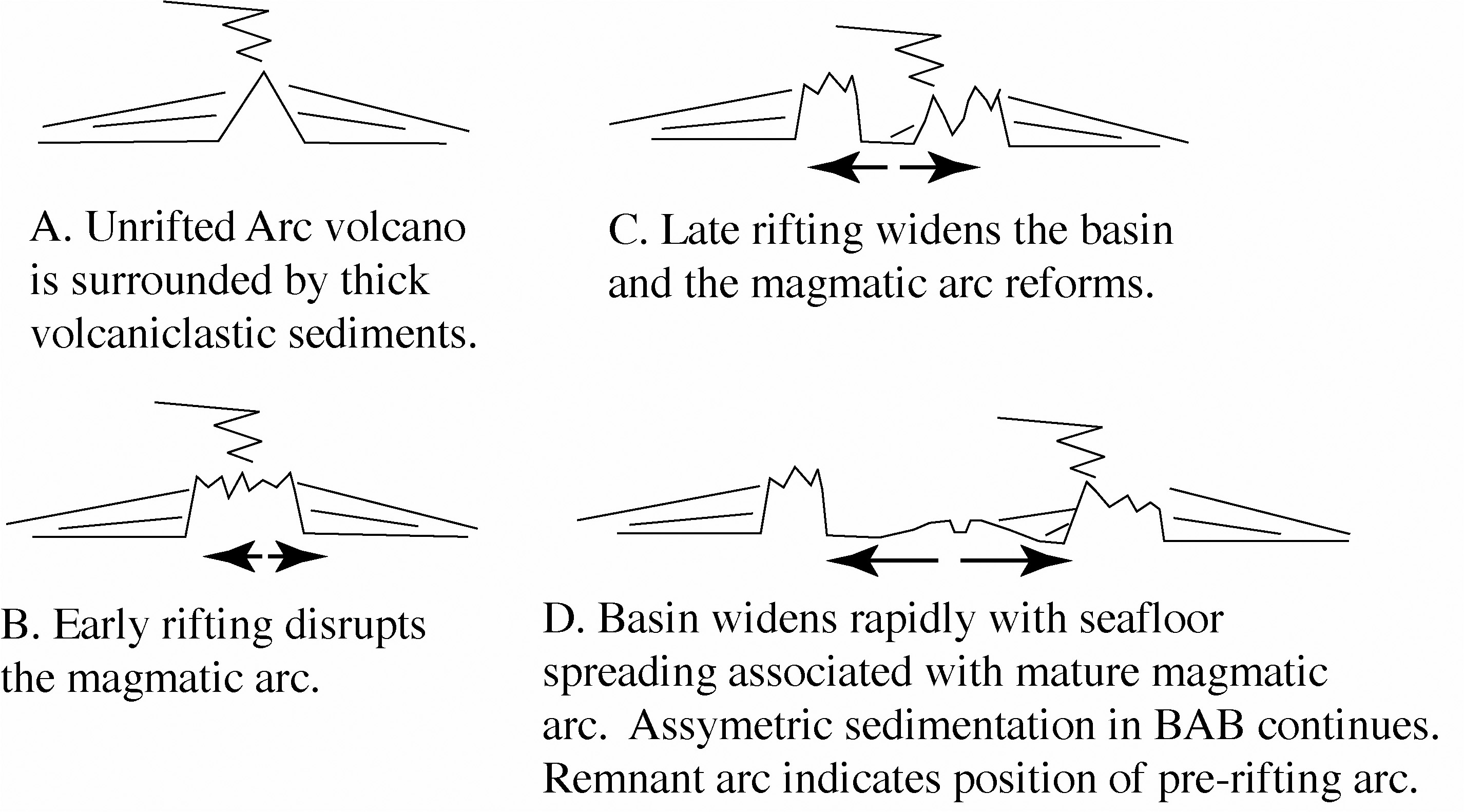
剖面顯示了弧後盆地的發育過程。擴張中產生了新的海洋地殼，並將原先的火山弧向遠離海溝的方向推出去，形成了殘餘弧。

## 特色
在地理位置方面，弧後盆地主要分布於西太平洋，少數分布在大西洋和印度洋。有些是在火山弧與大陸之間，如：日本海；有些是在火山弧與火山弧之間，如：馬里亞納海槽。
在地殼組成方面，大多數的地殼性質類似於海洋地殼；部分則是拉張變薄的大陸地殼。
其他特色還有弧後盆地通常非常狹長（可能達數百公里到數千公里），且寬度較小（約幾百公里）。至於寬度會受限制的原因可能是因為比較活躍的岩漿活動皆靠近隱沒帶，因此將弧後盆地拉張開的力量，變多半集中在靠近隱沒帶，所以寬度會受到限制。
至於伸張的速率，有從非常小的每年數公分（如馬里亞納海槽），到非常快速每年數十公分（如勞盆地）。
在弧後盆地的擴張中心所噴發的火成岩，經常是玄武岩質，類似於中洋脊；兩者的些微差異在於岩漿水的含量，通常在弧後盆地中的岩漿水含量比較多，在中洋脊的則比較少。 至於，在弧後盆地中會有比較高的岩漿水含量，可能是來自於隱沒板塊將水帶至深部，然後由此處釋出至上覆板塊的緣故。
由於弧後盆地底下有著活躍的岩漿活動，因而使得弧後盆地有活躍的熱液噴泉，也因此可能有化學性自營生物的聚落出現。

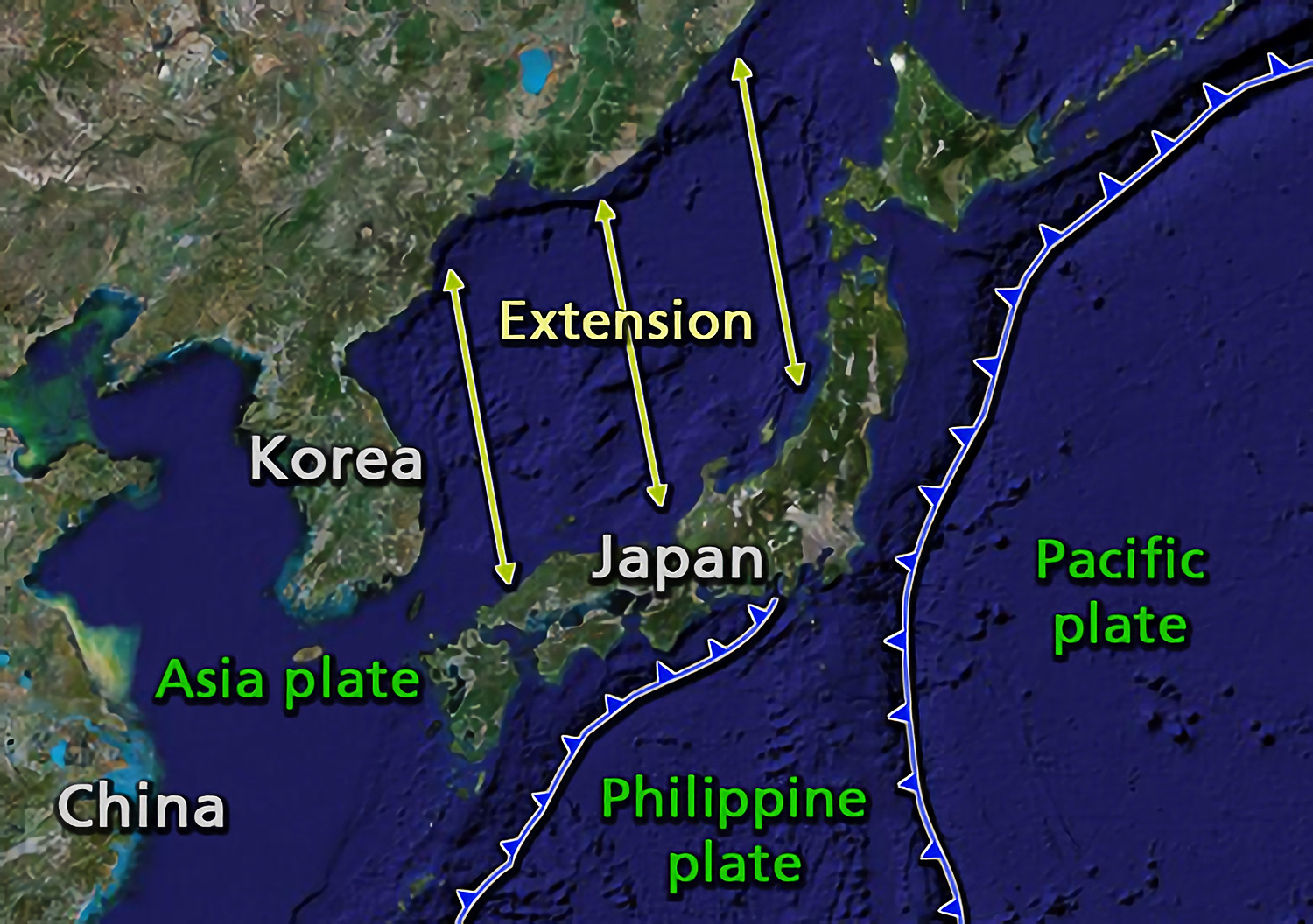
日本島和亞洲大陸分離，乃導因於日本海的弧後擴張活動。

## 成因
弧後盆地的形成被認為是和隱沒脊軸遠離海溝方向的運動有關係（隱沒脊軸遠離海溝的運動被稱之為hinge rollback）。當隱沒板塊的向下運動速率大於水平方向的運動速率時，隱沒脊軸的位置便會退後（遠離海溝），令上覆板塊有向前(靠近海溝)的運動空間，加上因為地涵的熱對流，讓上覆板塊產生了向兩側擴張的力。因而形成弧後盆地。
然而此說法，仍有些爭議，更確切成因目前尚不明朗。

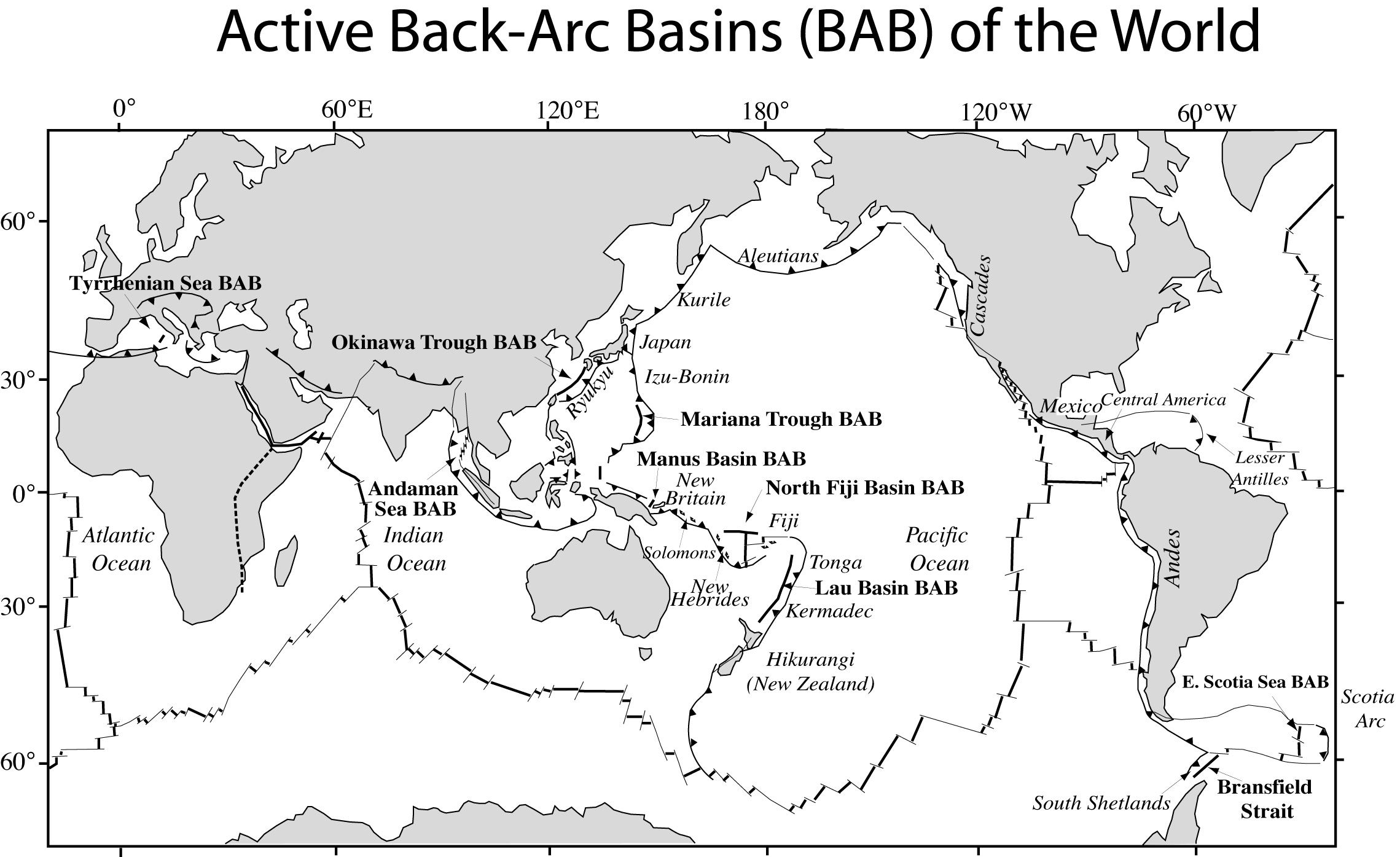
世界上活動的弧後盆地的分布圖。

## 實例
目前正在活躍的有：馬里亞納、東加-克瑪德克、北斐濟、地中海等地區。大多數活躍的地區，仍是在西太平洋附近。目前沒有再活躍的有：Parece Vela-Shikoku Basin、日本海等地區。
另一方面，並非所有的隱沒帶都有弧後盆地，如：安地斯隱沒帶、馬尼拉隱沒帶。

## 相關介紹
1960年代，板塊構造學說剛被廣泛接受，但卻難以解釋在以聚合為主隱沒帶中，怎麼會出現拉張的力？
直到1970年代初期，才由海洋科學家Daniel E. Karig所提出的模型，使弧後盆地的形成可用板塊構造學說解釋。

## 註記
1. ↑  Fowler, C. M. R. . Cambridge University Press. 2005-01-01. ISBN 9780521893077 （英语）.